# 平尾由希
平尾 由希（ひらお ゆき、1978年10月20日 -）は、日本の元フリーアナウンサーで、フードコーディネーター、6次産業化プロデューサーである。日本の地域の食の取り組みや6次産業化商品開発などを行う株式会社FOODSNOW代表取締役。東京在住。

## 来歴・人物
北海道石狩郡当別町で出生した。幼稚園と小学校時代は青森県三沢市、中学校と高校時代は長崎県佐世保市で過ごした。
長崎県立佐世保南高等学校を経てお茶の水女子大学生活科学部人間生活学科卒業後、2002年、NHK長崎放送局の契約キャスターとなる。2年勤めた後再び東京へ移り、2004年から7年間、衛星放送のニュース番組（『BSニュース50』→『NHK BSニュース』）などを担当した。後に本人が始めた公式ブログによると、NHKでの10年任期満了後は食に関する仕事を始めるつもりで実際に準備を進めていたものの、退局間際になって東日本大震災が起こり、その対応に追われていたという。このような事情から、2011年4月以降は東北生まれということもあって、NHK仙台放送局と番組・仕事単位で契約し、震災ニュースの支援を行った。
NHK在職中に料理専門学校エコールエミーズのプロフェッショナルコースのディプロマを取得した後、 2011年にNHKから独立後、料理家・フードコーディネーターとして食に関する活動を開始。2018年に株式会社FOODSNOW（フーズナウ）を設立。代表取締役に就任し、様々な食に関する事業を行っている。
ふるさと財団地域再生マネージャー情報によると、2022年9月現在の主な経歴・受賞歴・主な取り組み内容・実績は以下の通り。
2022.9.30現在

### 経歴
◆日本米粉協会理事設立（ - 2021）
◆長崎県6次産業化プランナー（2019 - ）
◆日本橋長崎館商品選定委員・運営委員（2016 - ）
◆長崎県平戸市6次産業化アドバイザー（2019 - ）
◆総務省 過疎地域自立活性化優良事例表彰委員（2012 - ）
◆農林水産省 農泊専門家登録（2022 - ）
◆ふるさと財団地域再生マネージャー登録（2022 - ）

### 受賞
◆令和3年 グッドデザインアワード2021 地域の取り組み部門受賞（長崎県波佐見町地域内循環商品）
◆令和3年 長崎デザインアワード2021（波佐見陶箱クッキー）
◆令和4年 サステナアワード2022 消費者庁長官賞受賞（長崎県波佐見町の地域内循環の取り組み）
◆令和4年 長崎県特産品新作展 手みやげ大賞受賞（波佐見陶箱クッキー）

### 地域での取り組み
◆島根県益田市「中世の食」450年記念事業「歴食」飲食店メニュー化支援/歴食弁当開発支援（2017年 - ）
◆長崎県波佐見町 「もてなす波佐見食」/6次産業化・廃石膏の農業利用支援/「陶箱クッキー」「地域内循環プロジェクト」デザイン（2017年 - ）
◆新潟県「米粉商品導入促進事業」首都圏実需舎に対するメニュー開発支援（2018年）
◆長崎県平戸市 「長崎と天草地方の潜伏キリシタン関連遺産 世界文化遺産登録記念」お土産物開発支援（2019年）
◆山口県長門市俵山「食べさん俵山」デザイン制作、地域経営会社の飲食店メニュー開発・「しし汁フリーズドライ」etc.商品開発支援（2020年 - ）
◆長崎県佐世保市 社会福祉法人の農福連携事業「にんにくスプラウトの水耕栽培とブランド化」支援（2020年 - ）
◆長崎県平戸 ひらど新鮮市場「海の見えるごはん屋」メニュー・レシピ開発支援、メニューブック・HPデザイン制作（2021年 - ）
◆宮城県栗原市 農泊推進協議会の事業支援(農泊専門家派遣) 、宿泊事業者の経営力強化支援（観光庁スペシャリスト派遣）

取得した資格は以下のとおりである。エコールエミーズディプロマ、ビアテイスター、きき酒師、フレンチワインマスター、フードアナリスト、FP技能士、焼き肉コンシェルジュ。

## アナウンサーとしての担当番組
- 『NHK BSニュース』 - NHK BS1、番組開始（2004年11月6日） - 2011年3月10日
- 『BS列島ニュース』 - NHK BS1、2006年度以前の番組名は『列島ニュース』、2005年6月20日　- 2011年2月21日
- 『お元気ですか日本列島』 - NHK総合
  - 「番組探検隊」リポーター - 2004年4月22日 - 9月
  - 「なるほどニュースQ&A」 - 2004年4月12日 - 9月
  - 「各地のニュース・話題」（関東甲信越） - 2007年度以前のコーナー名は「ぐるっとニュース」、2006年4月5日 - 2011年3月8日
- 『BSニュース50』 - NHK BS1、2004年3月29日 - 番組終了（2004年10月31日）
- 『列島リレーニュース』仙台のニュース（不定期） - NHK仙台、2011年4月13日 - 6月8日

## 著書
- 『薬味の魔法 : みょうが・大葉・しょうが・ねぎ・にんにくが主役の105レシピ』主婦の友社、2016年6月15日。ISBN 978-4074142859。
- 『季節でいただく まいにち薬味』主婦の友社、2019年8月28日。ISBN 978-4074387885。